# 占姓
占姓，是中文姓氏的一种，历史上的占姓为妫姓田氏的后代，今主要来自于詹姓简化。

## 起源

### 早期起源
占姓原起源于田齐始祖陈完之子孙书，因其字“子占”，后世以占为姓。占姓亦有占卜者以业为姓、旗人名首字为“占”字者后世以占为汉姓的情况。其时占姓为小姓，一脉单承。

### 詹姓
中华人民共和国推广二简字后，大量詹姓人改为姓占，使得占姓人口急剧增加，跻身中国前三百大姓。鉴于此，詹姓氏族呼吁受到二简字影响的占姓人将姓氏改回原来的詹姓。